# Profesionalac
Profesionalac è un film del 2003 diretto da Dušan Kovačević.